# Jimara bifasciata
Jimara bifasciata är en insektsart som beskrevs av Irena Dworakowska 1977. Jimara bifasciata ingår i släktet Jimara och familjen dvärgstritar. Utöver nominatformen finns också underarten J. b. eysa.